# Robert Lloyd
Pour les articles homonymes, voir Lloyd.
Robert Lloyd est un chanteur lyrique (basse) britannique, né le 2 mars 1940 à Southend-on-Sea (Angleterre).

## Biographie
Il étudie le chant à Londres auprès du baryton Otakar Kraus et débute en 1969 dans le rôle de Don Fernando dans Leonore, la version primitive de Fidelio. De 1969 à 1972, il est première basse de la troupe du Sadler's Wells Theatre (aujourd'hui English National Opera), puis de 1972 à 1982, première basse du Royal Opera House.
Chanteur polyvalent, il a abordé au cours de sa carrière les répertoires anglais (Claggart dans Billy Budd), allemand (Gurnemanz dans Parsifal), russe (le rôle-titre de Boris Godounov), français (Arkel dans Pelléas et Mélisande) et italien (Don Basilio dans Le Barbier de Séville).